# Kyuss
Kyuss je americká rocková skupina založená roku 1987 v Palm Desert v Kalifornii. Založili ji Brant Bjork (bicí), Chris Cockrell (basová kytara), Josh Homme (kytara), a John Garcia (zpěv) ještě pod názvem Katzenjammer. Po vydání svého prvního EP alba v roce 1990, tehdy pod jménem Sons of Kyuss si zkrátili své jméno na Kyuss a přidal se k nim Nick Oliveri. Za následujících pět let kapela vydala čtyři studiová alba a poté ukončila v roce 1995 svou činnost, respektive v roce 1997, kdy vydala poslední splitové EP album.
Nick Oliveri vydržel se skupinou pouze do roku 1992, kdy ho nahradil Scott Reeder, se kterým kapela nahrála album Blues for the Red Sun. V roce 1993 se kvůli neshodám rozhodl kapelu opustit Bjork, kterého nahradil Alfredo Hernández, známý také ze skupiny Yawning Man. John Garcia a Josh Homme zůstali jedinými původními členy v kapele. Po rozpadu v roce 1995 část hudebníků přešla do nové kapely Queens of the Stone Age, další si zahráli i v jiných, například Fu Manchu, Dwarves, Brant Bjork, Eagles of Death Metal, Mondo Generator, Hermano, Unida, Slo Burn a Them Crooked Vultures.
V roce 2010 však kapela nakonec obnovila svoji činnost, na jaře roku 2011 vyrazila na turné a v roce 2012 plánuje vydat další studiové album. Josh Homme, který byl vždy proti obnovení činnosti, byl nahrazen Brunem Feverym. V roce 2012 pak Nicka Oliveriho nahradil další původní člen Yawning Man Billy Cordell.

## Diskografie
- Wretch (1991)
- Blues for the Red Sun (1992)
- Welcome to Sky Valley (1994)
- ...And the Circus Leaves Town (1995)